# Drilbu

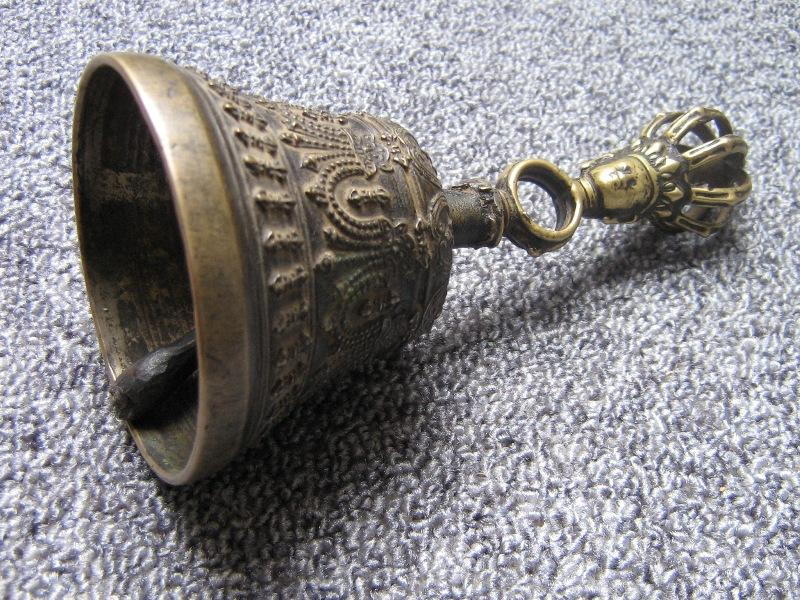
Drilbu

Drilbu, dribu (język tybetański: dril bu, sanskryt: ghanta) – w buddyzmie tybetańskim rytualny dzwonek, podczas obrzędów czöd trzymany w lewej („kobiecej”) ręce. Symbolizuje doskonałą mądrość (skt.: pradźńa). W prawej, „męskiej” ręce lama trzyma dordże, symbol współczucia karuna i praktyki buddyjskiej upaja.